# NIFTY 50
NIFTY 50은 인도국립증권거래소에 상장된 인도 최대 기업 50개의 가중 평균을 나타내는 주가 지수이다. NIFTY 50은 봄베이 증권거래소의 BSE SENSEX와 함께 인도 대표 주가 지수이다.

## 같이 보기
- BSE SENSEX
- 인도국립증권거래소
- 봄베이 증권거래소